# Men (dios)

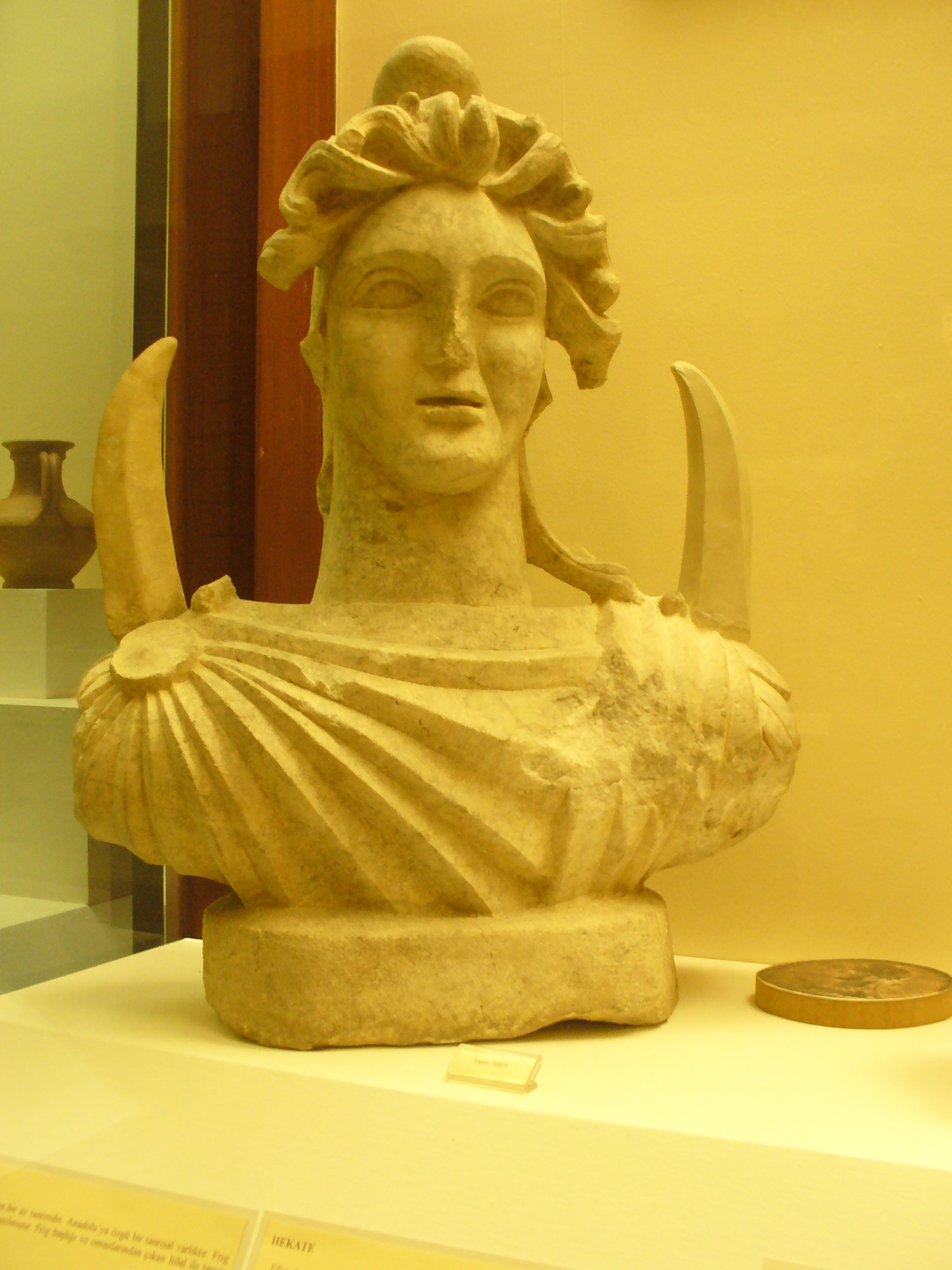
Busto of Mēn. (Museo de las Civilizaciones Anatolias, Ankara).

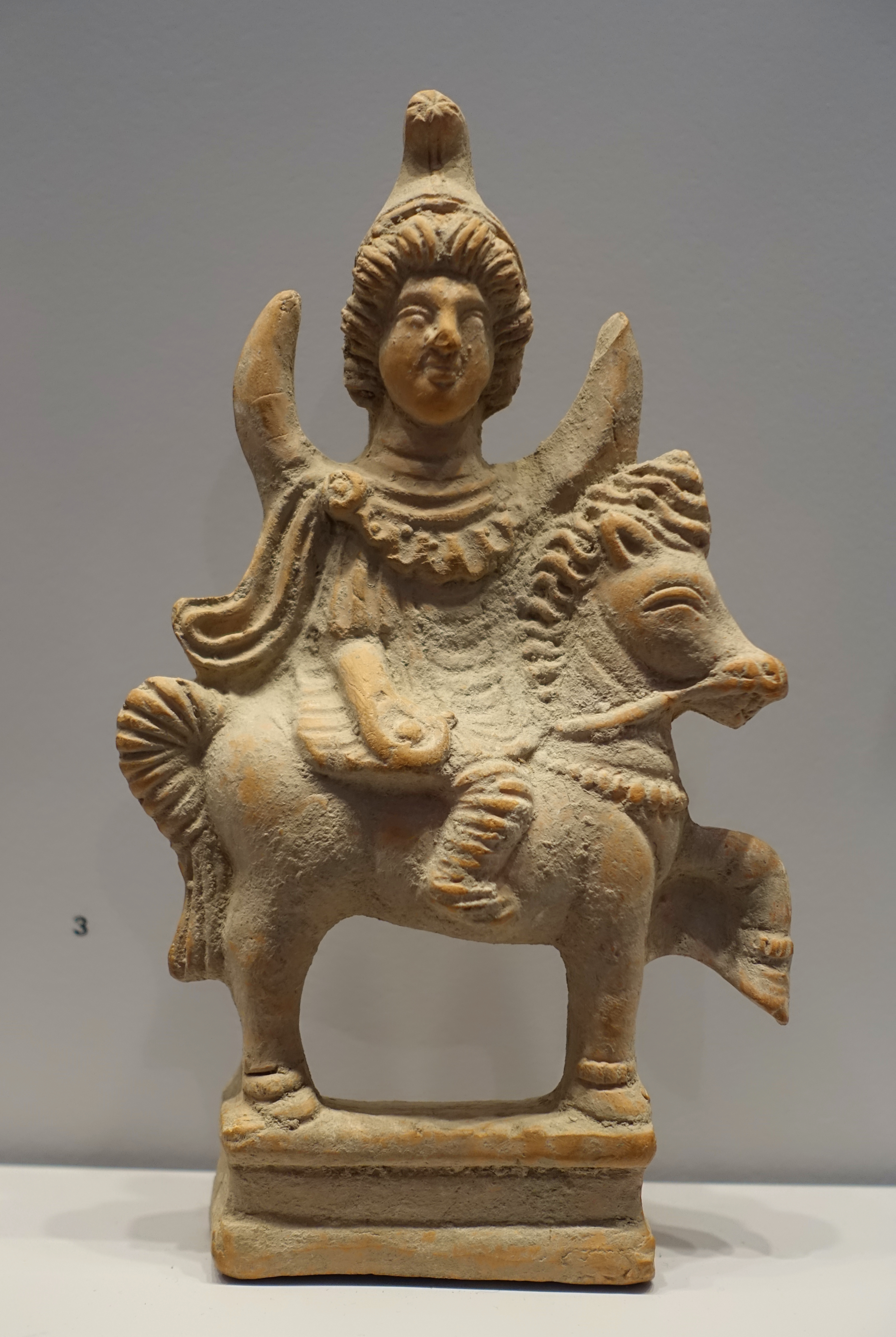
Men a caballo, estatuilla de terracota,, Arthur M. Sackler Museum, Harvard University.

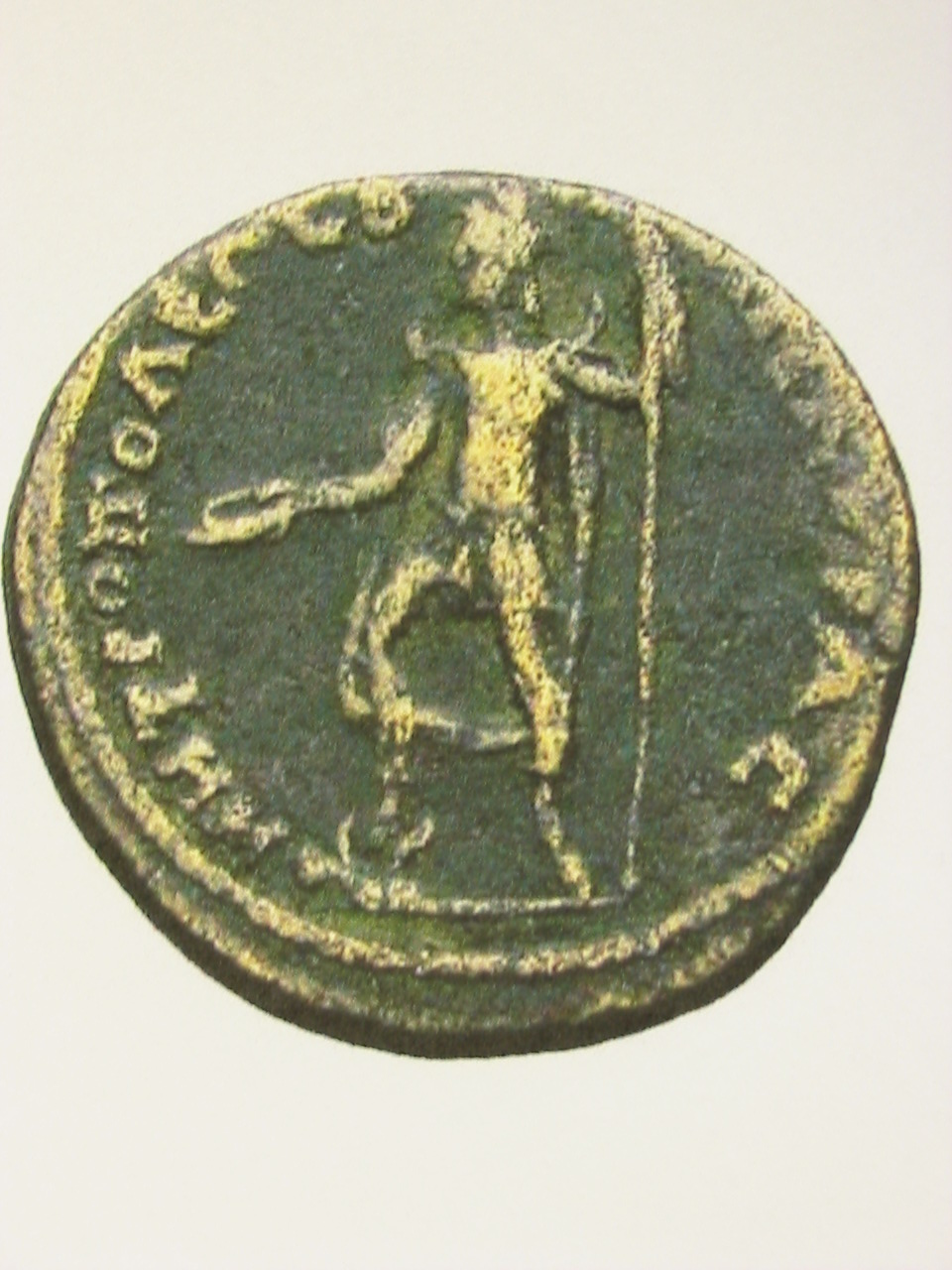
Moneda con la representación del dios Men, de la Ancyra romana, mediados del.

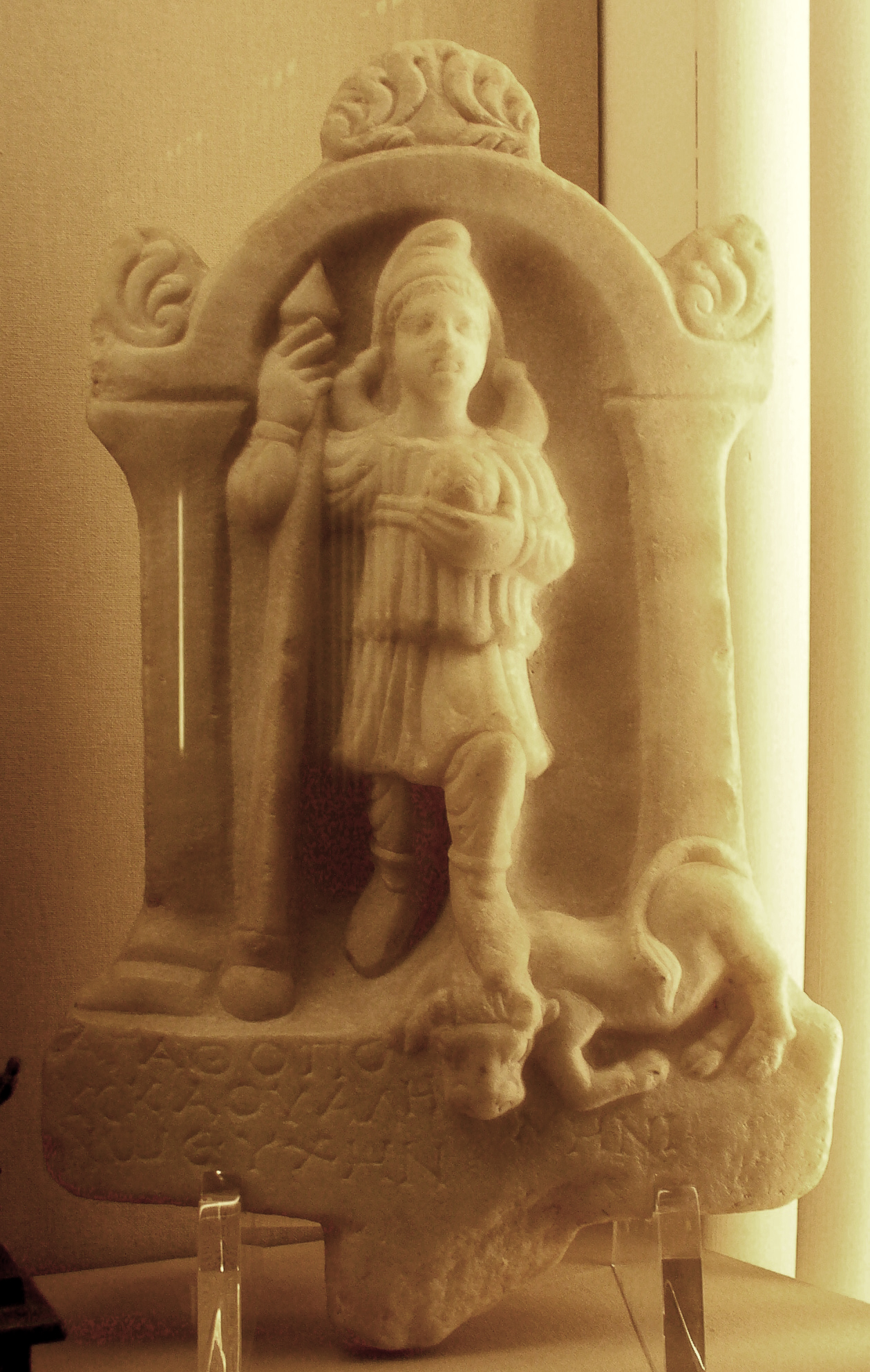
Relieve romano del Men "frigio", representado con el característico gorro (Museo Británico).

Men o Mēn (en griego Μήν, "mes", "luna"; en latín Mensis y presumiblemente influenciado por el avéstico måŋha) fue un antiguo dios lunar que fue especialmente adorado en las zonas de Lidia y Frigia del Asia Menor durante el Imperio Romano, y en Ática desde el siglo III a. C.
Está atestiguado con diferentes variantes locales, como Mēn Askaenos en Antioquía de Pisidia o Mēn Pharnakou en Ameria del Ponto.

## Historia
No se sabe mucho sobre su origen, pero puede ser de origen  persa, como sugieren algunos elementos comunes de las antiguas religiones persas, y más concretamente, puede estar relacionado con el dios lunar persa Mao y asociado a la diosa Anahita. También pudo estar influenciado por la divinidad lunar zoroástrica, en este caso, femenina, Mah, pero su sexo masculino aparentemente puede deberse al dios de la luna mesopotámico Sin.
Sus primeras menciones proceden de los siglos IV y III a. C., aunque la mayor cantidad de atestiguaciones provienen del Imperio Romano.

## Iconografía
El simbolismo lunar predomina en su iconografía. El dios generalmente se muestra con los cuernos de una media luna creciente emergiendo de detrás de sus hombros, y es descrito como el dios que preside los meses (lunares). Estrabón describe a Men como un dios local de los frigios. Casi siempre se le representa de pie o a caballo, rara vez sentado. Además de a caballo, puede vérsele representado montando sobre otros animales, como carneros, panteras,  leones, gallos o  toros. Su iconografía recuerda a la de Mitra, que usa un gorro frigio y se representa comúnmente con un toro y símbolos del Sol y la Luna.
Rara vez se le representa con las manos libres: generalmente sostiene un cetro, una pátera (copa de sacrificio) o una piña. Cuando sus manos están libres, una de ellas descansa sobre su costado, a la altura de la cadera. En algunas representaciones pisotea la cabeza de un buey. Durante la época del emperador Augusto, se le asoció con la idea de la Victoria e incluso, en la iconografía tradicional, el dios empezó a ir acompañado de una Niké.
La efigie del dios apareció en numerosas monedas votivas de circulación regional, incluso en época romana. Los romanos, que veneraban a una deidad lunar femenina, Luna, adoptaron de vez en cuando diferentes soluciones para identificar al dios: inicialmente en algunas monedas indicaban el nombre frigio, en otras el griego. Durante el reinado de Antonino Pío, se acuñaron monedas en las que se hacía referencia al dios como Mensis. Finalmente, se adoptó la fórmula LUS que provenía de Lunae Votum Solvit que permitía no indicar explícitamente el género del dios. En febrero de 2021 se descubrió en Israel una moneda de cobre romana con el anverso del busto de Antonino Pío y el reverso con el dios y la leyenda "del pueblo de Geva Phillipi, año (cívico) 217" (entre los años 158 y 159).
Su nombre también suele aparecer junto con su título de culto, que puede ser un adjetivo que denota la localidad donde se le adoraba, y sus atributos más frecuentes son, una piña, un bucráneo o un gallo.

## Mēn Pharnakou
En el Reino del Ponto, existía un templo dedicado al dios Mēn Pharnakou y a la diosa de la luna Selene en Ameria, cerca de Cabira. El templo probablemente fue construido por Farnaces I en el sigloII a. C., aparentemente en un intento por contrarrestar la influencia de la diosa luna Ma de Comana. El culto de Mēn Pharnakou en el Ponto ha sido investigado por la aparición del motivo del creciente y estrella en sus monedas desde ese momento.

## Mēn Askaenos
En griego, Μήν Ἀρκαίος, Taşlıalan (1988) en un estudio sobre Antioquía de Pisidia ha señalado que las personas que se asentaron en la acrópolis en la época colonial griega llevaron el culto de Mēn Askaenos a la llanura como Patrios Theos y en el lugar donde se construyó el Augusteum existen algunos signos de este antiguo culto como bucráneos en las paredes rocosas.

## Recepción romana
El dios autóctono Men, atestiguado en Anatolia, debe distinguirse de su recepción como "dios frigio" en Roma durante el período imperial. Aquí, la iconografía romana dew Men está representado llevando el gorro frigio y una túnica con cinturón, que recuerda en parte a la del dios Mitra.
La Historia Augusta narra que el emperador romano Caracalla (r. 198-217) dio culto a Lunus en Carrhae poco antes de ser asesinado, es decir, una variante masculina del sustantivo latino femenino luna, y que se ha tomado como un nombre latinizado para Men. La misma fuente registra la opinión local de que cualquiera que crea que la deidad de la Luna sea femenina siempre estará sujeto a las mujeres, mientras que aquel hombre que crea que es masculino, dominará a su esposa. David Magie o Georg Friedrich Creuzer sugieren que Caracalla habría visitado el templo de Sin, el dios lunar mesopotámico.
En épocas posteriores, Men también pudo haber sido identificado con el dios Attis de Frigia y con Sabacio de Tracia, que comparten un origen común con la zoroástrica deidad de la luna Mah.